# 南山寺 (三亚)

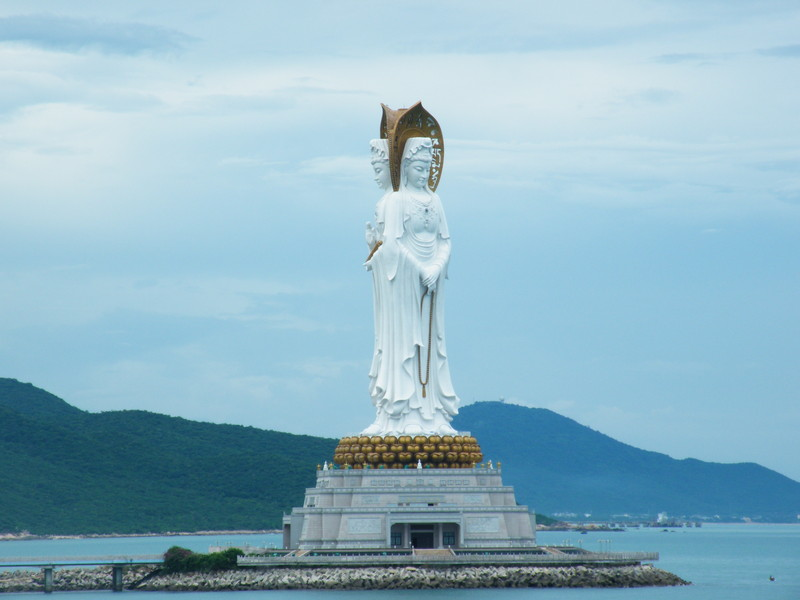
三亚南海观音

南山寺是一个佛寺，位于中国海南省三亚市 。其名称源于“福如东海，寿比南山”。
三亚南山寺有一尊高108米的南山海上观音圣像，于2005年建成。